# Fissistigma polyanthoides
Fissistigma polyanthoides (A.DC.) Merr. – gatunek rośliny z rodziny flaszowcowatych (Annonaceae Juss.). Występuje naturalnie w Mjanmie, Tajlandii, Laosie, Wietnamie oraz południowych Chinach (w południowej części prowincji Junnan oraz w południowo-wschodniej części regionu autonomicznego Kuangsi). 

## Morfologia
PokrójZimozielone i zdrewniałe liany dorastające do 10 m wysokości. Młode pędy są owłosione.
LiścieMają kształt od podłużnego do podłużnie lancetowatego. Mierzą 10–23 cm długości oraz 4–10 cm szerokości. Są skórzaste, owłosione od spodu. Nasada liścia jest zaokrąglona. Blaszka liściowa jest o ostrym lub krótko spiczastym wierzchołku. Ogonek liściowy jest owłosiony i dorasta do 10–13 mm długości.
KwiatyZebrane w wierzchotki, rozwijają się na szczytach pędów lub naprzeciwlegle do liści. Działki kielicha mają trójkątny kształt, są owłosione, zrośnięte u podstawy i dorastają do 3 mm długości. Płatki zewnętrzne mają owalnie trójkątny kształt, są owłosione od wewnątrz i osiągają do 12 mm długości, natomiast wewnętrzne są owalnie lancetowate, owłosione od wewnętrznej strony i mierzą 10 mm długości. Kwiaty mają 10 owłosionych słupków.
OwoceZebrane w owoc zbiorowy o kulistym kształcie. Są omszone, osadzone na szypułkach. Osiągają 20 mm średnicy.

## Biologia i ekologia
Rośnie w gęstych lasach. Występuje na wysokości od 500 do 1600 m n.p.m. Kwitnie od maja do listopada, natomiast owoce pojawiają się od sierpnia do marca.